# 마피
마피(일본어: マッピー, 영어: Mappy)는 1983년 남코(이후 반다이 남코 엔터테인먼트)에서 출시한 아케이드 게임이다. 1984년 11월 14일에 패미콤으로 이식되었으며 이후 다양한 기종에 이식되었다. 미국에서는 미드웨이사(미드웨이 게임즈)에서 라이선스 생산 및 판매를 맡았다.

## 개요
주인공인 경찰 쥐 마피를 조종해서 트램펄린이나 문을 적절히 사용하여 도둑고양이 냠코(ニャームコ, 제작사 남코의 말장난)와 그 부하 뮤키즈를 피해다니며 스테이지에 산재해있는 도둑맞은 물건들을 회수하는 스테이지 클리어 방식 액션게임이다. 게임 디자이너는 사토 에이지이며 배경음악은 오오노기 노부유키가 만들었다.

## 게임 요소

### 미스
- 바닥 위로 이동하는 도중에 기절하지 않은 고양이들에게 닿거나, 장물에 숨어 있지 않은 냠코에게 닿을 경우.
- 영구 패턴 방지용 캐릭터인 ‘선조’에게 닿을 경우. 점프대에서 닿을 경우에도 미스로 처리된다.
- 바닥에 착지하지 않고 같은 트램펄린에 네 번 닿아 트램펄린이 찢어져 떨어질 때 아래쪽에 다른 트램펄린이 없을 경우. 화면 아래로 추락하는 것 외에 한 층 이상의 높이에서 바닥에 떨어질 경우도 미스로 처리된다.
- 자신이 만든 함정에 떨어질 경우.

## 시리즈 작품
- 호핑마피 (1986년/아케이드)
- 마피랜드 (1986년 11월 26일/패미콤)
- 마피키즈 (1989년 12월 22일/패미콤)
- 마피 어레인지멘트 (1995년/아케이드)
- 마피 냠코의 역습 (2006년 3월 31일/Let's! TV플레이 CLASSIC) ※『남코 노스탤지어1』에 수록

## 로봇으로서의 마피
캐릭터 항목에서 살펴본 바와 같이 마피는 당초엔 미로 탈출용 로봇으로 등장했다. 인간이 원격조종하는 로봇과 달리 스스로 시행착오를 겪으며 출구로 향해가는 마이크로마우스라 불린 자립형 로봇으로 1981년에 열린 제2회 전일본 마이크로마우스대회(재단법인 뉴테크놀로지 진흥재단 주최)에서 첫 선을 보였다. 남코는 1회에도 참가하였으며 이때 로봇의 이름은 냠코였다. 덧붙여서 마피라는 이름은 「MAP」에 경찰관의 은어인 「마포(マッポ)」를 붙인 것이다.